# Barzago
Barzago (Barzàch in dialetto brianzolo) è un comune italiano di 2 405 abitanti della provincia di Lecco in Lombardia, ascrivibile all'area del Meratese.

## Origini del nome

### Barzago
Secondo alcuni, Barzago deriverebbe dall'aggiunta del suffisso -ago ("proprietà") al nome dei proprietari del luogo: la famiglia Barzia.

### Verdegò
Nelle cartine ottocentesche la località è riportata col nome di Merdegò (1837: Ignazio Cantù), Merdago (Fabi 1854 e Amati 1878) o Merdagò. La grafia con V iniziale prende piede solo intorno al 1938.

### Bévera
La frazione di Bévera prende il nome dall'omonimo ruscello che scorre nelle vicinanze.

## Storia

### Barzago
La più antica menzione storica su Barzago risale alla prima metà del XI ed è contenuta all'interno di alcuni documenti relativi alla fondazione, da parte di Ariberto da Intimiano, dell'Ospedale milanese di San Dionigi (nel corso dei secoli poi divenuto parte dell'Ospedale Maggiore)
Durante il periodo feudale, in un primo momento Barzago appartenne ai conti di Brebbia. Successivamente passò dapprima agli Isacchi (protagonisti di alcune dispute con i Sirtori dell'omonimo paese) e, in seguito ai Redaelli.
Durante la Seconda guerra mondiale, un bombardamento mandò in frantumi gli archivi storici del comune.

### Verdegò
Quando gli antichi arrivarono nella zona occupata da Barzago costruirono le loro abitazioni sulla collina di Verdegò. Quegli antichi erano quasi certamente i membri di un plotone romano. Negli anni Trenta del Novecento si sono infatti ritrovati una spada di bronzo e alcuni cocci.
Al III-IV secolo risale invece un massi avello, scoperto nel 1998 durante gli scavi per un'abitazione e conservato presso il sagrato della chiesetta dedicata ai Santi Pietro e Paolo. Simili reperti sono stati ritrovati anche a Bevera di Barzago.

### Simboli
Lo stemma del Comune di Barzago è stato concesso con regio decreto del 17 marzo 1930.
Lo stemma comunale riprende simboli presi dai blasoni di due importanti famiglie che esercitarono il loro dominio nella zona: la croce di Sant'Andrea dei Brebbia (secolo XVII) e il leone con la chiave degli Isacchi che furono alleati di Francesco Sforza nel XV secolo.
Il gonfalone è un drappo di bianco.

## Monumenti e luoghi d'interesse

### Barzago: storie di corti e di famiglie
Il centro paese dall'alto si presenta come un ammasso di case in cui quasi non si riconoscono le vie. Però, percorrendo a piedi una di quelle stradine interne (come via Pirotta) si può osservare una serie quasi ininterrotta di portoni e un ammasso di abitazioni addossate l'una sull'altra. Barzago è caratterizzato anche dai suoi edifici storici, in particolare da quelli descritti nel seguito.

#### Chiesa di San Bartolomeo
La chiesa di S. Bartolomeo fu ricostruita nel 1778. Il documento più antico riguardante l'edificio è una pianta del 1567, accompagnata da una descrizione di una costruzione cadente e distante dal centro abitato. La chiesa sarà poi spostata e ritoccata fino ad essere com'è adesso: una costruzione in stile neoclassico, con un imponente mosaico sulla facciata raffigurante San Bartolomeo nell'atto di benedire. Durante le giornate di sole ogni singolo tassello sembra brillare di luce propria, rendendo l'intera immagine luminosa e scintillante.
Il campanile, con i suoi 50 metri d'altezza è uno dei più alti della Brianza.
All'interno si possono ammirare le quattro cappelle, dedicate rispettivamente a S. Antonio da Padova, a S. Giuseppe, alla Beata Vergine e al S. Cuore.
Sul soffitto sono presenti dei dipinti raffiguranti scene della vita di S. Bartolomeo, mentre, intorno al presbiterio, troviamo degli affreschi rappresentanti: l'Ultima Cena, lo spezzare del Pane con i discepoli di Emmaus, il sacrificio di Isacco, e la discesa della manna nel deserto.
All'interno della chiesa si conserva un crocefisso ligneo del XVI secolo.

#### Oratorio dei Santi Giovanni e Paolo
La chiesetta fu ricostruita nel 1720 sulla base di un precedente oratorio di epoca medievale, già attestato nella metà del XIII secolo.
Situata sulla sommità della collina di Verdegò, è raggiungibile attraverso una via molto stretta e angusta. Una volta arrivati si può però ammirare lo stile romanico, mentre all'interno è visibile un dipinto raffigurante i Santi Giovanni e Paolo davanti al Crocefisso (prima metà del XVIII secolo).
Nel santuario sono inoltre conservati dei resti di defunti, probabilmente appestati del '700.

#### Santuario di Bevera
Nella frazione barzaghese è situato il santuario di S. Maria Nascente, teatro di una storia ai limiti della leggenda, ma basata sulla realtà. La costruzione è attribuita alla famiglia Sirtori e al cardinale Federico Borromeo, ma esistono diverse versioni riguardo al motivo.
La prima, la più plausibile, racconta che una fanciulla, minacciata da un signorotto locale (molto probabilmente don Alfonso Isacchi, soprannominato l'Orso di Barzago), si sia rifugiata presso un altare dedicato alla Madonna.
Maria le sarebbe apparsa e le avrebbe parlato. In seguito la famiglia Sirtori, interessatasi alla vicenda, avrebbe fatto costruire il santuario, consacrato nel 1603.
La seconda versione è quella invece descritta da Cesare Cantù nel suo racconto La Madonna d'Imbevera. Essa narra degli antichi rancori tra la famiglia Isacchi e la famiglia Sirtori, rispettivamente al potere nei paesi di Barzago e Sirtori.
Secondo la storia, il prepotente Alfonso Sacchi, soprannominato "L'Orso di Barzago" avrebbe tentato di uccidere don Alessandro Sirtori nei boschi di Bevera, finendo, però, col soccombere in un duello. Don Alessandro, volendo ringraziare la Madonna, fece allora costruire il Santuario, dedicandolo a Santa Maria Nascente.
All'interno, la chiesa conserva una serie di affreschi mariani, dei quali uno, databile tra la fine del XVI secolo e l'inizio del successivo, è attribuito alla scuola procacciniana; i restanti affreschi sono invece della prima metà del XIX secolo.
Il santuario forma una parrocchia a sé, attualmente unita a quella di Barzago e a quella di Bulciago nella comunità pastorale “S. Maria Regina degli Apostoli”.

## Amministrazione
| Periodo        | Periodo                  | Primo cittadino | Partito      | Carica  | Note |
| -------------- | ------------------------ | --------------- | ------------ | ------- | ---- |
| 14 giugno 2004 | 6 giugno 2009            | Adriano Pozzi   | lista civica | sindaco |      |
| 7 giugno 2009  | 16 giugno 2018 (decesso) | Mario Tentori   | lista civica | sindaco |      |
| 26 maggio 2019 | 'in carica'              | Mirko Ceroli    | lista civica | sindaco |      |

### Gemellaggi
- Tournon-Saint-Martin

## Società

### Evoluzione demografica
- 445 nel 1751
- 760 nel 1771 con Bevera e Merdagò
- 951 nel 1805
- 1 294 nel 1809 dopo l'annessione di Bulciago
- 1 354 nel 1853
- 1 450 nel 1859

Abitanti censiti

### Etnie e minoranze straniere
Gli stranieri residenti nel comune sono 189, ovvero il 7,4% della popolazione. Di seguito sono riportati i gruppi più consistenti:
1. Marocco, 48
2. Romania, 32
3. Albania, 21

### Tradizioni e folclore

#### Il Palio dei Rioni
Il Palio dei Rioni (o più semplicemente "Palio") è un'iniziativa lanciata dall'Oratorio di Barzago per la prima volta nel 1981, per poi essere ripreso nel 2011, dal 27 agosto al 4 settembre. I rioni sono 4: azzurri, gialli, rossi e verdi, come 4 dei 5 colori dei Giochi Olimpici. Il Palio consiste nel vincere il maggior numero di sfide con la propria squadra per portarla alla gloria. Le sfide sono: calcio a 7, pallavolo, tiro alla fune, gioco del criceto, gioco del cucchiaio, gimcana: monopattino, gimcana: bicicletta, carriola bambino+padre (o madre), maxi-bowling, riconosci l'oggetto misterioso, corsa coi sacchi, biliardo/carambola, quizzone, sarabanda, briscolone, calcio balilla, staffetta per il paese con 4 corridori, bandiera (per piccoli), gara cucina e caccia agli oggetti per il paese.

#### Barzago al giorno d'oggi
Al giorno d'oggi, Barzago può essere considerato un paese tranquillo. I luoghi d'incontro non sono tanti:
- L'oratorio di Barzago, dove persone di qualunque età si possono divertire: i bambini possono divertirsi correndo da qualunque parte, i ragazzini possono giocare a calcio nel campo di sabbia a 7 situato sul retro e sul campo da pallavolo vicino all'entrata, mentre i più anziani possono divertirsi a giocare a carte all'interno del bar dell'oratorio (gestito gentilmente da volontari) per poi, a metà pomeriggio, gustare un'ottima cioccolata.
- Il Centro Sportivo, un altro luogo di ritrovo dove si trovano anziani (ancora a giocare a carte) e bambini anche piccoli, che possono giocare nel bel giardino a loro dedicato. Il centro, molto bello, possiede una palestra con campo da volley e basket, la ginnastica di anziani e alunni delle scuole, un campo da volley esterno e un campo di calcio a 7 a libero accesso. Vi è poi un campo di calcio a 11 in erba molto ben tenuto. Il Centro viene sfruttato al massimo delle sue potenzialità. In estate sono numerose le famiglie che lo frequentano, così come frequentano il Bar Sport, presente nel centro. Si allenano le squadre calcistiche dell'Associazione Sportiva Barzago, appartenente alla F.I.G.C. e quelle di volley del Gruppo Sportivo barzaghese.
- Altro punto molto frequentato è il Parco dell'aula civica. Le attrazioni sono diverse e recentemente ne sono state installate di nuove.

## Geografia antropica

### Frazioni
- Verdegò
- Bevera, divisa in tre parti: Bevera di Barzago, Bevera di Castello e Bevera di Sirtori. Ogni zona è frazione di un paese diverso.